# St. Magdalena und Korbinian (Unteraufham)

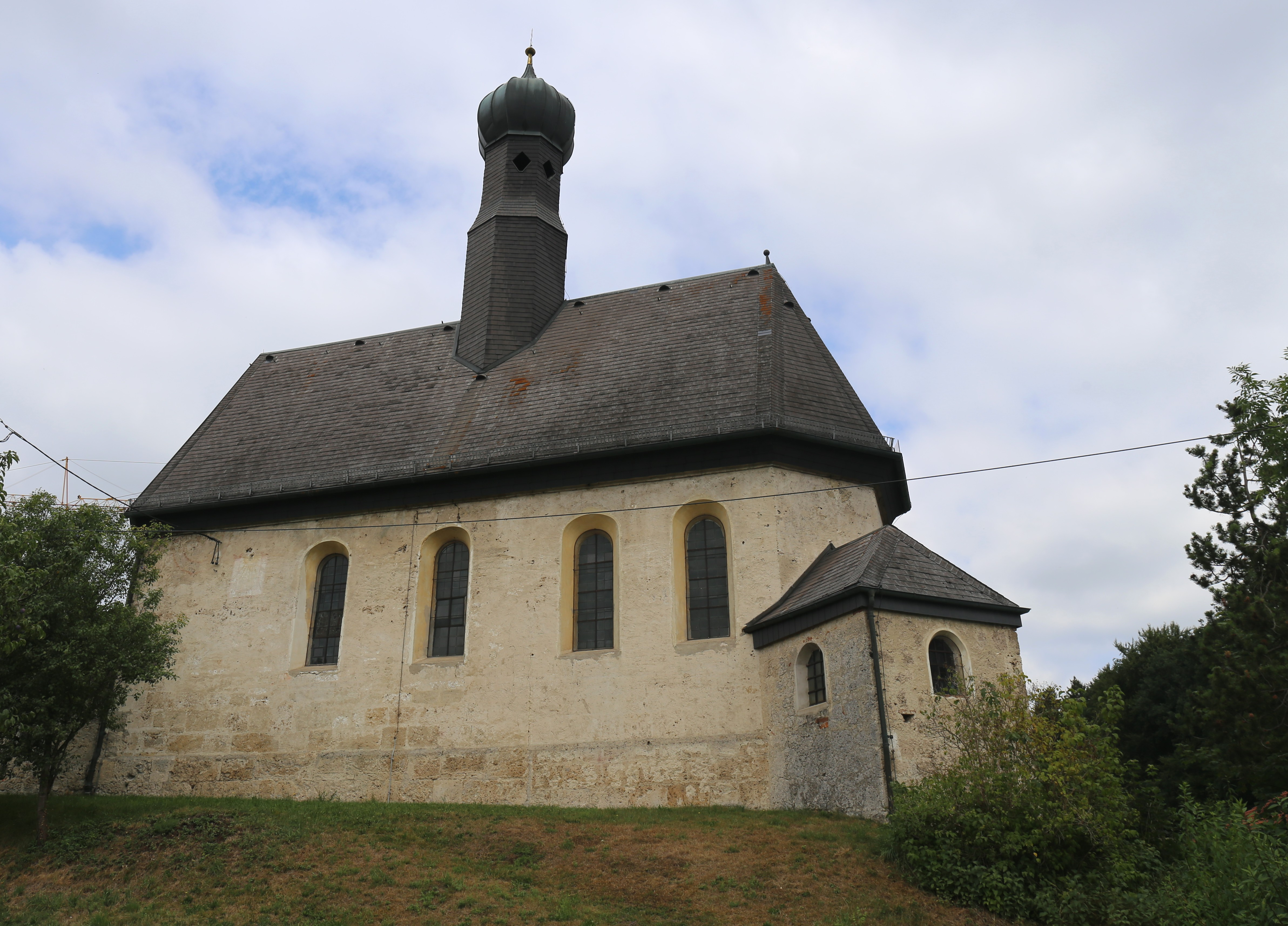
St. Magdalena und Korbinian in Unteraufham

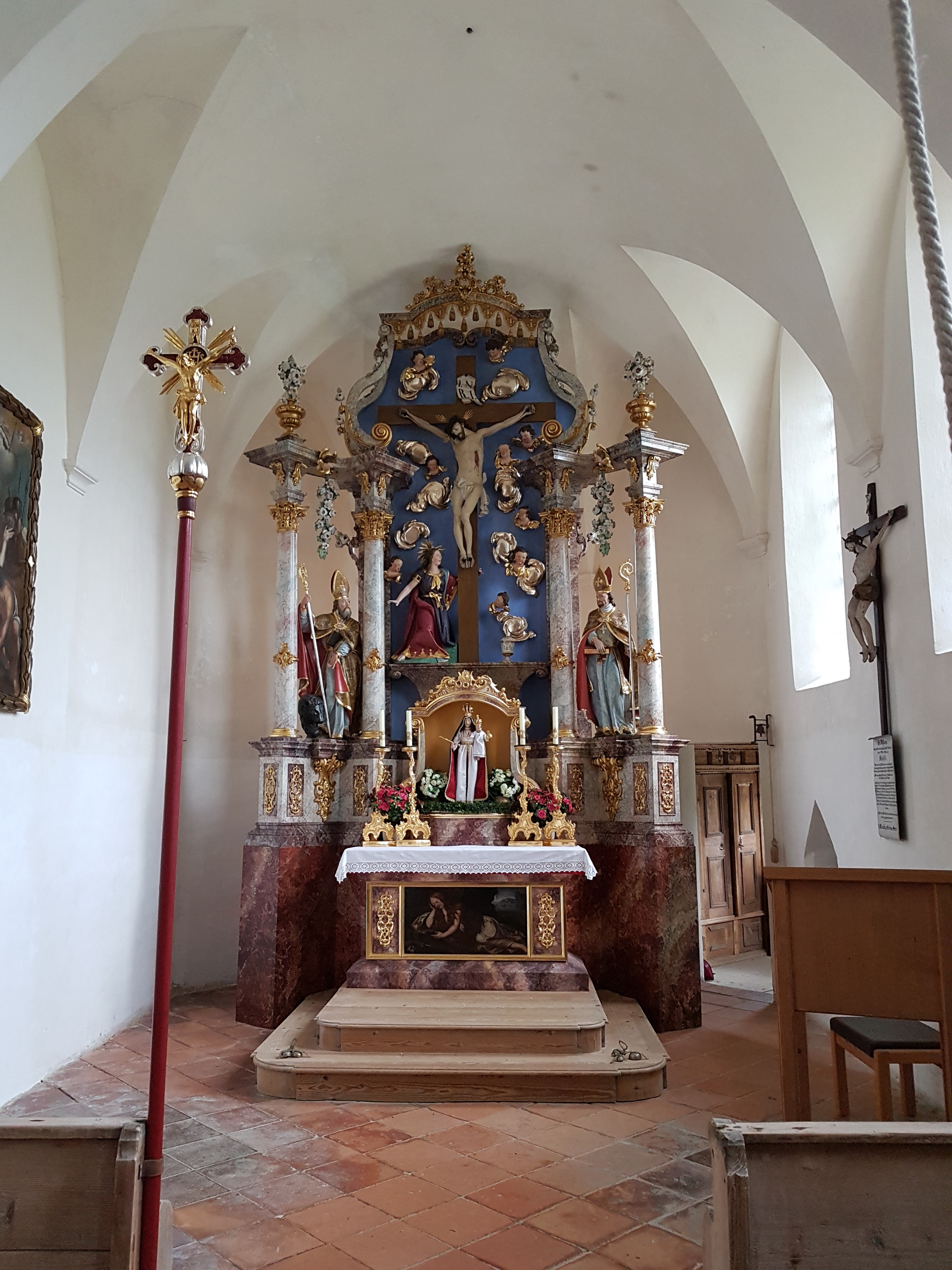
Innenansicht

Die römisch-katholische Filialkirche St. Magdalena und Korbinian steht in Unteraufham, einem Gemeindeteil von Feldkirchen-Westerham im Landkreis Rosenheim. Sie ist in der Liste der Baudenkmäler in Feldkirchen-Westerham unter der Nummer D-1-87-130-46 eingetragen. Die Kirche gehört zum Dekanat Rosenheim im Erzbistum München und Freising.

## Beschreibung
Die gotische Saalkirche wurde im 15. Jahrhundert erbaut und im 18. Jahrhundert barock umgestaltet. Sie besteht aus dem Langhaus, dem dreiseitig geschlossenen Chor im Osten in einem gemeinsamen Baukörper, der Sakristei an der Südostwand des Chors und einem Vorbau vor der Fassade im Westen. In der Mitte des Satteldachs erhebt sich ein achteckiger Dachreiter mit einer Zwiebelhaube.